# Ако-онда техника
Ако-онда техника је терапијска техника помоћи клијенту да разуме разлоге за опирање или страх од промене. Терапеут сугерише да се клијент понаша као да „ако онда” промена води решавању одређених проблема. Клијент и група потом објективније посматрају и антиципирају последице промене и страх од промена постаје мањи.